# Rio Itaueira
Rio Itaueira är ett vattendrag i Brasilien.   Det ligger i delstaten Piauí, i den östra delen av landet, 1 100 km nordost om huvudstaden Brasília.
Omgivningarna runt Rio Itaueira är huvudsakligen savann. Runt Rio Itaueira är det glesbefolkat, med 16 invånare per kvadratkilometer.